# 大齒鼠長頜魚
大齒鼠長頜魚，為輻鰭魚綱骨舌魚目象鼻魚科鼠長頜魚屬的其中一種，該物種主要分布於非洲剛果河流域，體長可達24公分。